# Lou Tapage
I Lou Tapage sono un gruppo musicale folk rock italiano nato nel saluzzese nel 1999.
Il nome "Lou Tapage" deriva dalla lingua occitana e significa "il frastuono". Le loro canzoni sono caratterizzate dall'uso nei testi di lingue quali il catalano, il francoprovenzale, il francese, l'occitano e l'italiano.

## Carriera
Il gruppo ha suonato ad importanti festival come il Folkest (2004, 2007, 2008, 2011), Bustofolk di Busto Arsizio (2007), Balla coi Cinghiali (2007), Tarvisium Celtic Festival (2008), Carnevale di Venezia (2011), Notte Tricolore per i 150 anni dell'Unità d'Italia a Torino (2011), Suns Festival della canzone in lingua minoritaria (2011), Capodanno Celtico di Milano (2011), Insubria Festival (2007, 2011), Estivada Festival Internazionale delle Culture occitane (2013), Irlanda in musica (2013).
Hanno aperto i concerti di Eugenio Bennato & Taranta Power, Hevia, Electric Ceili.

## Componenti
- Sergio Pozzi - voce, chitarra acustica
- Chiara Cesano - violino
- Dario Littera - chitarra elettrica
- Marco Barbero - cornamusa, flauto, mandolino
- Nicolò Cavallo - basso
- Daniele Caraglio - batteria

## Discografia
- 2005 - Lou Tapage (Videoradio)
- 2007 - Rève eternè (Folkest Dischi)
- 2009 - Que vos lej far (Folkest Dischi)
- 2010 - Storia di un impiegato  (rivisitazione occitana dell'omonimo album di Fabrizio De André)
- 2013 - Finisterre (LT Records)
- 2015 - Live CPA Firenze Sud (LT Records)
- 2018 - Buone nuove (LT Records)
- 2019 - Lou Tapage canta De André (LT Records)
- 2023 - Novecento (Libellula Music)